# Excreción
La excreción es un proceso fisiológico, que permite a un organismo expulsar sustancias que no utiliza y que pueden resultarle tóxicas, manteniendo así el equilibrio  de la homeostasis y la composición de los fluidos corporales.
Durante las actividades vitales, como la respiración celular, se producen varias reacciones químicas en el organismo. Se conocen como metabolismo. Estas reacciones químicas producen productos de desecho como dióxido de carbono, agua, sales, urea y ácido úrico. La acumulación de estos desechos más allá de un nivel dentro del cuerpo es perjudicial para el organismo. Los órganos excretores eliminan estos desechos. Este proceso de eliminación de los desechos metabólicos del cuerpo se conoce como excreción.
Las plantas verdes producen dióxido de carbono y agua como productos respiratorios. En las plantas verdes, el dióxido de carbono liberado durante la respiración se utiliza durante la fotosíntesis. El oxígeno es un subproducto generado durante la fotosíntesis, y sale a través de los estomas, las paredes celulares de las raíces y otras vías. Las plantas pueden deshacerse del exceso de agua mediante la transpiración y la evisceración. Se ha demostrado que la hoja actúa como un "excretóforo" y, además de ser un órgano primario de la fotosíntesis, también se utiliza como método de excreción de desechos tóxicos por difusión. Otros materiales de desecho que exudan algunas plantas - resina, savia, látex, etc. son forzados desde el interior de la planta por presiones hidrostáticas dentro de la planta y por fuerzas de absorción de las células vegetales. Estos últimos procesos no necesitan energía añadida, actúan de forma pasiva. Sin embargo, durante la fase de preabscisión, los niveles metabólicos de una hoja son elevados. Las plantas también excretan algunas sustancias de desecho en el suelo que las rodea.

## Sustancias de excreción
Las sustancias que se deben expulsar son enormemente variadas, pero las más abundantes son el dióxido de carbono, y los nitrogenados que se producen por alteración de grupos amino resultantes del catabolismo (degradación) de las proteínas.
La sustancia excretada puede ser: 
- Amoníaco. Es excretado por invertebrados acuáticos, peces óseos y larvas de anfibios. Es muy tóxico pero, por su gran solubilidad y difusión, el agua circundante lo diluye y arrastra con rapidez. Los animales que excretan amoníaco se denominan amoniotélicos.[3]
- Urea. Se produce en el hígado por transformación rápida del amoníaco, resultando ser mucho menos tóxica y más soluble, aunque se difunde con mayor lentitud. Por esas razones puede acumularse en los tejidos sin causar daños y excretarse más concentrada. Es el principal desecho nitrogenado de los peces cartilaginosos, anfibios adultos y mamíferos. Los animales que excretan urea se denominan ureotélicos.[3]
- Ácido úrico. Es característico de animales que ingresan el agua en poca cantidad. Se forma a partir del amoníaco y otros derivados nitrogenados. Se excreta en forma de pasta blanca o sólido dado su mínima toxicidad y baja solubilidad. Es característico de animales adaptados a vivir en un ambiente seco y poner huevos con cáscara y membrana impermeables al agua, como por ejemplo insectos, moluscos pulmonados, reptiles y aves. Los animales que excretan ácido úrico se denominan uricotélicos.[3]

En los mamíferos, por ejemplo, los dos procesos excretores esenciales son la formación de orina en los riñones y la eliminación de  dióxido de carbono en los pulmones. Estos desechos se eliminan por micción y respiración respectivamente. También la piel y el hígado intervienen en la elaboración o secreción de sustancias tóxicas. La piel interviene a través de la transpiración, expulsando sales y agua.[cita requerida]
En los artrópodos terrestres los órganos excretores suelen desembocar al principio del intestino, con lo que los productos de excreción se incorporan a las heces. Sin embargo, en los mamíferos, como el hombre, solo el hígado vierte sustancias de excreción al intestino. De éstas, solo los derivados del grupo hemo sanguíneo, como la bilirrubina, se incorporan de manera significativa a las heces, siendo la mayoría reabsorbidas al torrente sanguíneo y eliminadas finalmente por los riñones.[cita requerida]

### Sustancias concomitantes

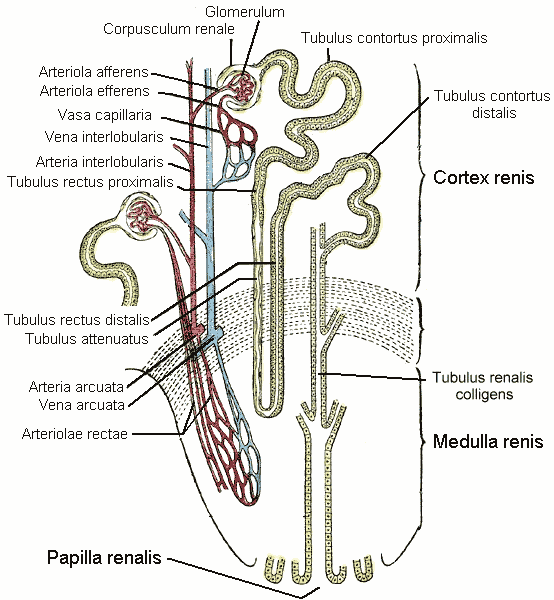
Representación esquemática de la estructura fina del riñón: Se pueden ver los glomérulos (corpúsculos renales), en los que la sangre se filtra, y el sistema de túbulos

#### Agua
Por regla general, el agua no es una sustancia que deba desprenderse. Por el contrario, todos los organismos necesitan agua para llevar a cabo sus funciones vitales. Sin embargo, el agua es en gran medida indispensable en las excreciones para sustancias solubles en agua  (en medicina, esto también se denomina "sustancias urinarias") del cuerpo. Pero incluso los residuos digestivos pueden aglutinar cantidades considerables de agua; las heces humanas contienen alrededor del 40 % del volumen de agua excretada. El agua puede incluso ocupar la mayor parte de los excrementos. Es precisamente la proporción de agua disponible lo que caracteriza a los distintos sistemas excretores desarrollados en la evolución. En los organismos que viven en el agua, apenas se limita. Sin embargo, las vías de disolución de los organismos acuáticos a veces difieren considerablemente; se basan en las vías de disolución de sus antepasados, algunos de los cuales no eran organismos acuáticos. En los organismos terrestres, el agua no está disponible a voluntad, por lo que, por un lado, se necesitan mecanismos que requieran pequeñas cantidades de agua y, por otro, cobra importancia la recuperación de agua (reabsorción de agua). Así, la orina primaria se concentra en el sistema de tubos (túbulos) de la nefrona en los riñones de los mamíferos, es decir, se recupera el agua. En los organismos voladores, la cantidad de agua disponible se vuelve aún más crítica, porque las cantidades de agua necesarias para la excreción contribuyen a la masa del organismo. Por lo tanto, la reducción efectiva del peso también significa que el mecanismo excretor requiere la menor cantidad de agua posible.
La situación sólo es diferente para los organismos que toman mayores cantidades de agua con su alimento. Esto no incluye a los grandes comedores de plancton (tiburón peregrino, tiburón ballena, ballena azul), que no tragan el agua en absoluto, sino que la liberan a través de filtros (hendiduras branquiales o barbas) o la exprimen. Los organismos que ingieren regularmente grandes cantidades de agua en su dieta son principalmente comedores de sangre ectoparásitos. Para los voladores, en particular, el lastre del agua supone un reto, ya que la ingesta de sangre puede superar su peso corporal real y perjudicar en gran medida su capacidad de volar. Esto no sólo afecta a los insectos chupasangre, sino también, por ejemplo, a los murciélagos vampiros. Por lo tanto, después de la comida de sangre, la diuresis hormonal es fuertemente estimulada para excretar una gran cantidad de agua muy rápidamente.

#### Lubricantes
Para facilitar el paso intestinal y la excreción, a menudo se incluyen en las excretas, heces y excrementos, además del componente principal, el agua, lubricantes mucilaginosos procedentes de la mucosa intestinal o de las glándulas.

## Etapas de la excreción en animales
En la mayoría de los vertebrados, el proceso de excreción consta de tres etapas: filtración, reabsorción y secreción; en el resto de los animales, no tiene lugar la última etapa.
Todos los seres vivos deben realizar la excreción como una manera de mantener el equilibrio del medio interno. Los animales más sencillos, como las esponjas (poríferos) y las medusas (cnidarios), eliminan sus desechos por difusión.

## Sistemas de órganos
En muchos invertebrados, los órganos excretores son los nefridios. Los artrópodos terrestres (arácnidos, insectos y miriápodos) tienen unos órganos especiales derivados del intestino conocidos como tubos de Malpighi.
Los órganos que participan en la excreción del cuerpo humano y de los otros mamíferos son:
- Pulmones. Expulsan al aire el dióxido de carbono producido en la respiración celular.
- Hígado. Expulsa al intestino productos tóxicos formados en las transformaciones químicas de los nutrientes, estos desechos se eliminan mediante las heces.
- Glándulas sudoríparas. Junto con el agua, filtran productos tóxicos, y eliminan el agua, aunque es más para bajar la temperatura.
- Riñones. Hacen una filtración selectiva de los compuestos tóxicos de la sangre.

### Órgano metabólico central
Un órgano metabólico central como el hígado en muchos vertebrados suele ser el responsable de la conversión de las sustancias en una forma que permita su excreción. Su liberación puede tener lugar enterohepática y a través del intestino.

### Superficie del cuerpo
Todos los solutos pueden ser excretados a través de la piel, siempre que haya suficiente agua y superficie corporal permeable. Por lo tanto, la excreción cutánea es especialmente poco problemática para los animales acuáticos con una superficie blanda. En los organismos pequeños sin piel (protozoos), la excreción se produce de forma aún más sencilla a través de la membrana celular como exocitosis o por expulsión de un componente celular (como en la expulsión de orgánulos y núcleo durante la maduración de los eritroblastos en eritrocitos).
En el caso de la excreción cutánea y la excreción a través de las membranas celulares, las funciones de excreción, secreción y respiración apenas pueden distinguirse.

### Respiración
Además del dióxido de carbono, cuya liberación se asigna a la respiración y no a la excreción, el amoníaco o amonio en particular se libera a través de las branquias de muchos animales acuáticos, como los peces óseos marinos, a través del sistema respiratorio. Muchos peces óseos marinos también controlan su osmorregulación y la liberación de sal a través de sus branquias.

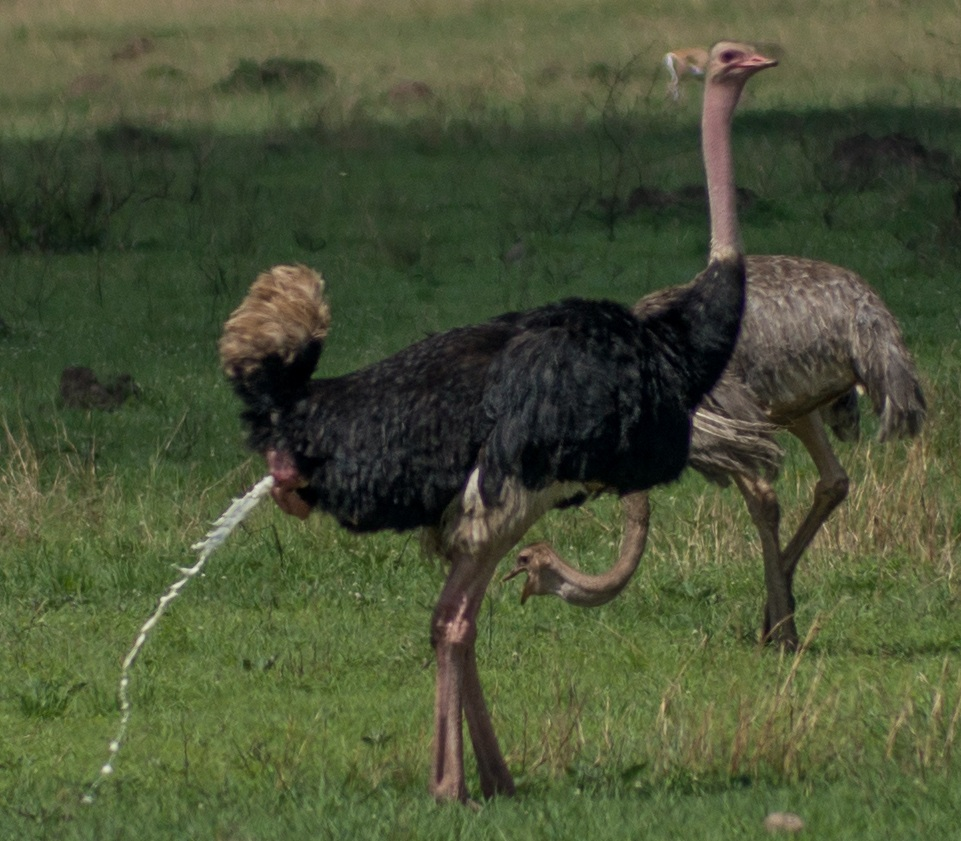
Avestruz de cuello rojo orinando en el Serengeti.

### Orinar
La micción sirve para la excreción de sustancias solubles en agua, estas son el amoníaco, el ácido úrico, la urea y muchos productos de degradación.
En muchos invertebrados, varias formas de nefridios son responsables de la excreción; protonefridio en gusanos planos (Plathelminthes) y muchas larvas de Spiralia y metanefridio en anélidos (Annelida) y otros animales con un celoma. El órgano urinario consta de riñón, uréter, vejiga urinaria y uretra. Este sistema de órganos está completamente desarrollado en muchos mamíferos, pero sólo parcialmente en muchos otros vertebrados; las aves carecen de vejiga y de orificio ureteral externo (excepto en los avestruces). No es necesario que exista un órgano urinario ni siquiera en las especies si su excreción es a través de otros órganos, por ejemplo en los endoparásitos a través de la piel.
La principal tarea del riñón es recuperar el agua de la orina primaria. La mayor parte de la energía necesaria para el trabajo de los riñones se destina a este proceso.

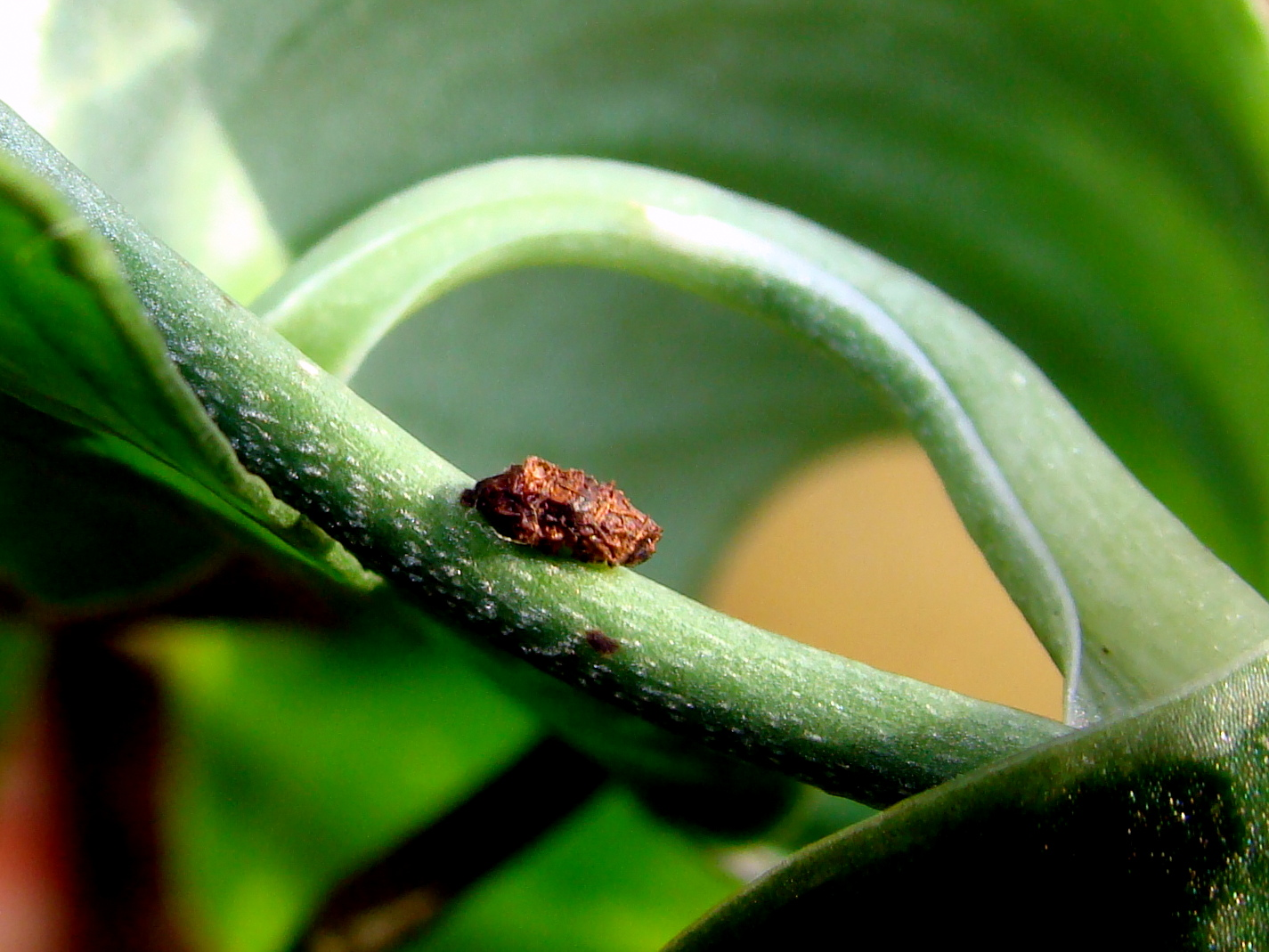
Heces de la rana de la fresa.

### Excreción rectal
En los insectos, los productos de desecho metabólicos se excretan por medio de un sistema de tubos de Malpighi. Las sustancias a excretar se difunden o son transportadas activamente a la vasculatura, que las dirige hacia el recto. Allí se produce la extracción de agua e iones. El resto de los excrementos se excretan junto con las heces.
En los mamíferos y otros vertebrados, los productos de descomposición producidos en el hígado se excretan por vía biliar (enterohepática) y por vía rectal a través del intestino.
Las sustancias gaseosas pueden salir del tracto digestivo por vía rectal así como por vía oral. A menudo no se da importancia a esta forma de excreción, pero la liberación de metano por parte de los rumiantes representa un factor importante en el cálculo de gases de efecto invernadero. La flatulencia no es atribuible a la respiración (excepto la de las arqueas en el estómago de rumiante).

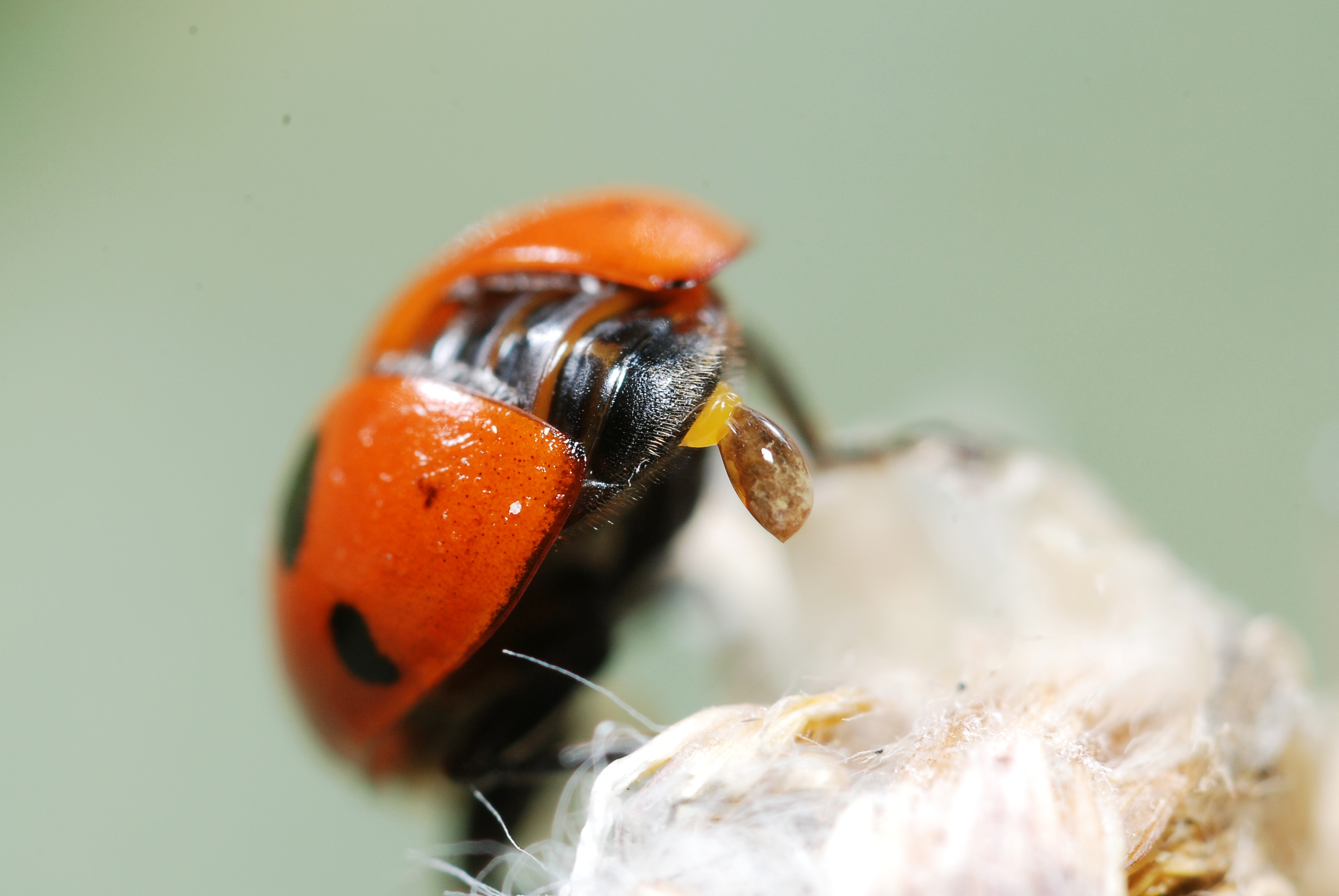
Mariquita (Hippodamia undecimpustulata) excretando.

### Cloaca
La mayoría de las aves terrestres cuentan con una única forma de excreción, la cloaca. Aunque aquí se den las condiciones necesarias para la reabsorción de agua y sal, el agua y la sal pueden ser retenidas en la cloaca y, por lo tanto, la secreción de agua y sal se incrementa. Los animales pueden utilizar sus excretas para cubrir su cuerpo.

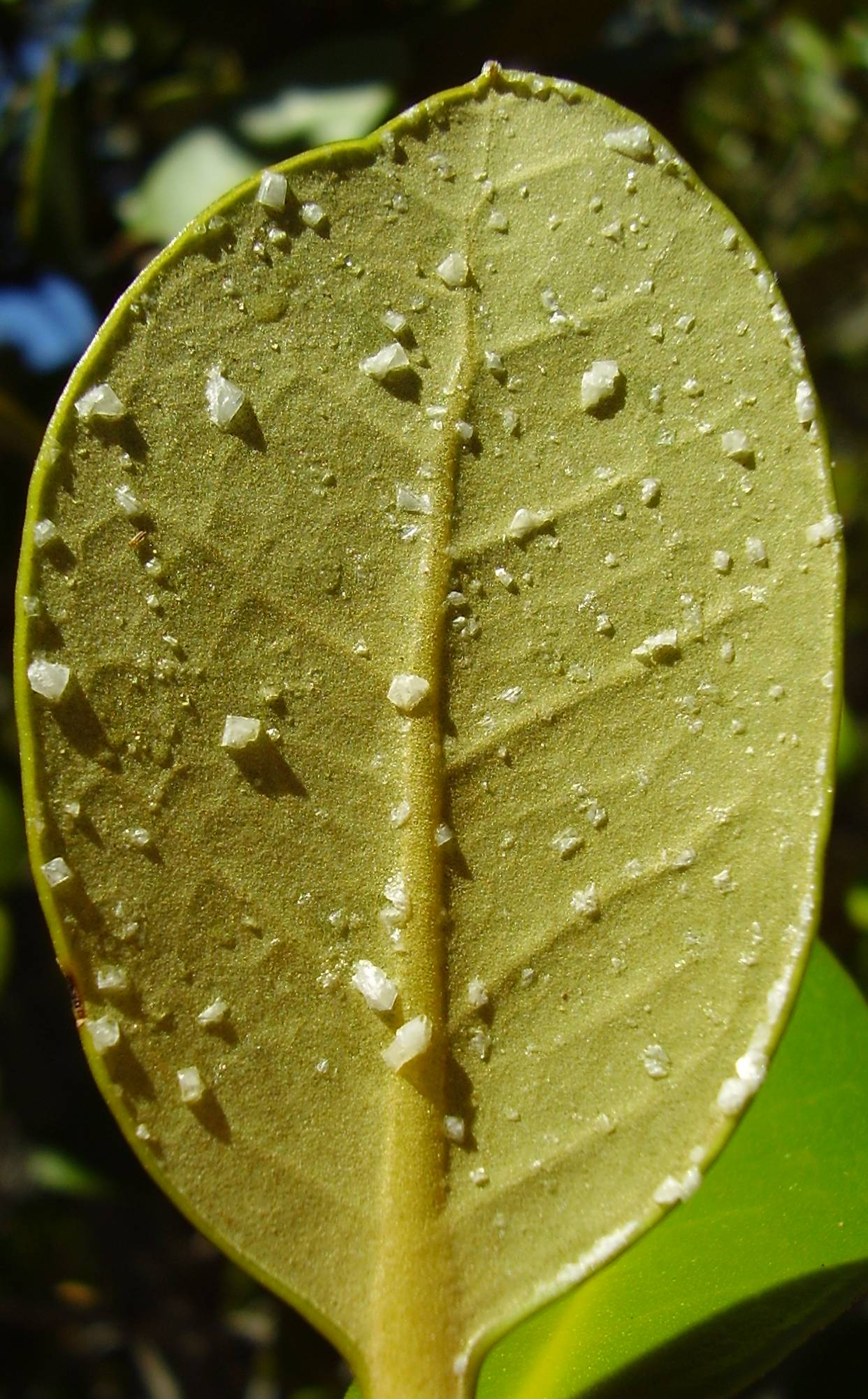
Sal excretada por la planta de manglar Avicennia marina.

### Glándulas especiales
Algunos crustáceos tienen glándulas antenales, algunos arácnidos tiene glándulas coxales. Peces cartilaginosos, muchos reptiles marinos (como tortugas marinas serpientes marinas) y aves marinas poseen glándulas de salinas para la osmorregulación. Las plantas también tienen órganos de excreción de sal.

## Problemas de salud
Varios parásitos, bacterias, virus y otros agentes patógenos de interés para la salud pública se transmiten eficaz o potencialmente a través de los fluidos corporales (la caquexia crónica en los ciervos salvajes) o de diversos excrementos (por ejemplo, el virus de la gripe durante los estornudos).
En el sector ganadero y agroalimentario, el control y la gestión de los excrementos es una cuestión importante (estiércol, etc.).
Por último, el uso de los excrementos tras un tratamiento adecuado permite reutilizar los nutrientes presentes en ellos para la agricultura.
Los excrementos de personas y animales enfermos (orina y excrementos en particular) presentan problemas sanitarios, epidemiológicos o ecoepidemiológicos particulares. 
En el contexto del riesgo infeccioso y, en particular, en caso de riesgo de contacto directo o indirecto con estos excrementos, el uso de ropa adecuada (mascarilla FFP, guantess, gafas protectoras...) forma parte de las buenas prácticas.